# Pitcairnia lehmannii
Pitcairnia lehmannii är en gräsväxtart som beskrevs av John Gilbert Baker. Pitcairnia lehmannii ingår i släktet Pitcairnia och familjen Bromeliaceae. Inga underarter finns listade i Catalogue of Life.